# Hockey sobre césped en los Juegos Olímpicos
El hockey sobre césped se incorporó a los Juegos Olímpicos en la modalidad masculina en Londres 1908, ausentándose en 1912 y 1924, en tanto que la modalidad femenina se añadió en Moscú 1980.
Originalmente, el evento se jugaba sobre césped natural. A partir de los Juegos Olímpicos de Montreal 1976, se comenzó a utilizar césped sintético.

## Medallero por año

### Masculino
| Edición             | Oro                 | Plata               | Bronce          |
| ------------------- | ------------------- | ------------------- | --------------- |
| Londres 1908        | Inglaterra          | Irlanda             | Escocia Gales   |
| Amberes 1920        | Reino Unido         | Dinamarca           | Bélgica         |
| Ámsterdam 1928      | India               | Países Bajos        | Alemania        |
| Los Ángeles 1932    | India               | Japón               | Estados Unidos  |
| Berlín 1936         | India               | Alemania            | Países Bajos    |
| Londres 1948        | India               | Reino Unido         | Países Bajos    |
| Helsinki 1952       | India               | Países Bajos        | Reino Unido     |
| Melbourne 1956      | India               | Pakistán            | Alemania        |
| Roma 1960           | Pakistán            | India               | España          |
| Tokio 1964          | India               | Pakistán            | Australia       |
| México 1968         | Pakistán            | Australia           | India           |
| Múnich 1972         | Alemania Occidental | Pakistán            | India           |
| Montreal 1976       | Nueva Zelanda       | Australia           | Pakistán        |
| Moscú 1980          | India               | España              | Unión Soviética |
| Los Ángeles 1984    | Pakistán            | Alemania Occidental | Reino Unido     |
| Seúl 1988           | Reino Unido         | Alemania Occidental | Países Bajos    |
| Barcelona 1992      | Alemania            | Australia           | Pakistán        |
| Atlanta 1996        | Países Bajos        | España              | Australia       |
| Sídney 2000         | Países Bajos        | Corea del Sur       | Australia       |
| Atenas 2004         | Australia           | Países Bajos        | Alemania        |
| Pekín 2008          | Alemania            | España              | Australia       |
| Londres 2012        | Alemania            | Países Bajos        | Australia       |
| Río de Janeiro 2016 | Argentina           | Bélgica             | Alemania        |
| Tokio 2020          | Bélgica             | Australia           | India           |
| París 2024          | Países Bajos        | Alemania            | India           |

### Femenino
| Edición             | Oro          | Plata               | Bronce          |
| ------------------- | ------------ | ------------------- | --------------- |
| Moscú 1980          | Zimbabue     | Checoslovaquia      | Unión Soviética |
| Los Ángeles 1984    | Países Bajos | Alemania Occidental | Estados Unidos  |
| Seúl 1988           | Australia    | Corea del Sur       | Países Bajos    |
| Barcelona 1992      | España       | Alemania            | Reino Unido     |
| Atlanta 1996        | Australia    | Corea del Sur       | Países Bajos    |
| Sídney 2000         | Australia    | Argentina           | Países Bajos    |
| Atenas 2004         | Alemania     | Países Bajos        | Argentina       |
| Pekín 2008          | Países Bajos | China               | Argentina       |
| Londres 2012        | Países Bajos | Argentina           | Reino Unido     |
| Río de Janeiro 2016 | Reino Unido  | Países Bajos        | Alemania        |
| Tokio 2020          | Países Bajos | Argentina           | Reino Unido     |
| París 2024          | Países Bajos | China               | Argentina       |

## Medallero por país

### Masculino
| Núm. | País            | Oro | Plata | Bronce | Total |
| ---- | --------------- | --- | ----- | ------ | ----- |
| 1    | India           | 8   | 1     | 4      | 13    |
| 2    | Alemania        | 4   | 4     | 4      | 12    |
| 3    | Países Bajos    | 3   | 4     | 3      | 10    |
| 4    | Pakistán        | 3   | 3     | 2      | 8     |
| 5    | Reino Unido     | 3   | 1     | 2      | 6     |
| 6    | Australia       | 1   | 4     | 5      | 10    |
| 7    | Bélgica         | 1   | 1     | 1      | 3     |
| 8    | Argentina       | 1   | 0     | 0      | 1     |
| 8    | Nueva Zelanda   | 1   | 0     | 0      | 1     |
| 10   | España          | 0   | 3     | 1      | 4     |
| 11   | Irlanda         | 0   | 1     | 0      | 1     |
| 11   | Dinamarca       | 0   | 1     | 0      | 1     |
| 11   | Corea del Sur   | 0   | 1     | 0      | 1     |
| 11   | Japón           | 0   | 1     | 0      | 1     |
| 15   | Estados Unidos  | 0   | 0     | 1      | 1     |
| 15   | Unión Soviética | 0   | 0     | 1      | 1     |

### Femenino
| Núm. | País            | Oro | Plata | Bronce | Total |
| ---- | --------------- | --- | ----- | ------ | ----- |
| 1    | Países Bajos    | 5   | 2     | 3      | 10    |
| 2    | Australia       | 3   | 0     | 0      | 3     |
| 3    | Alemania        | 1   | 2     | 1      | 4     |
| 4    | Reino Unido     | 1   | 0     | 2      | 3     |
| 5    | Zimbabue        | 1   | 0     | 0      | 1     |
| 5    | España          | 1   | 0     | 0      | 1     |
| 7    | Argentina       | 0   | 3     | 3      | 6     |
| 8    | Corea del Sur   | 0   | 2     | 0      | 2     |
| 9    | China           | 0   | 2     | 0      | 2     |
| 9    | Checoslovaquia  | 0   | 1     | 0      | 1     |
| 11   | Unión Soviética | 0   | 0     | 1      | 1     |
| 11   | Estados Unidos  | 0   | 0     | 1      | 1     |
| 11   | Nueva Zelanda   | 0   | 0     | 1      | 1     |